# کلرمسکایا
کلرمسکایا (به لاتین: Kelermesskaya) یک منطقهٔ مسکونی در روسیه است که در آدیغیه واقع شده‌است.